# Studnia z Kosówką

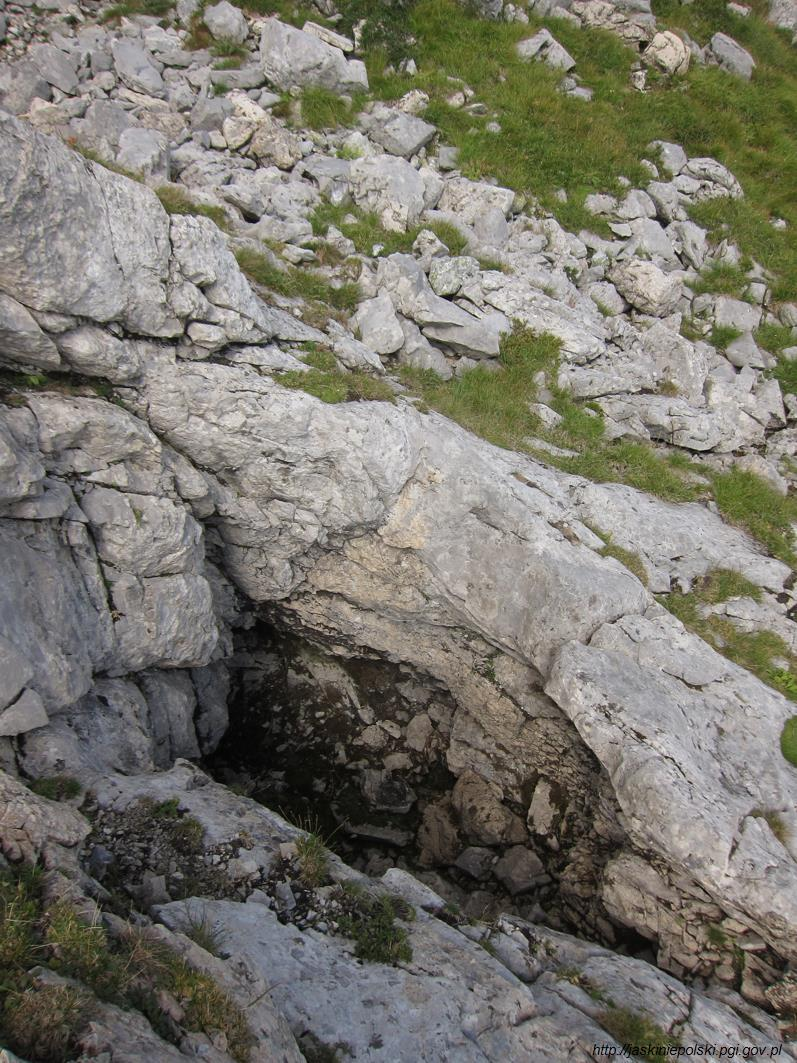
Otwór jaskini

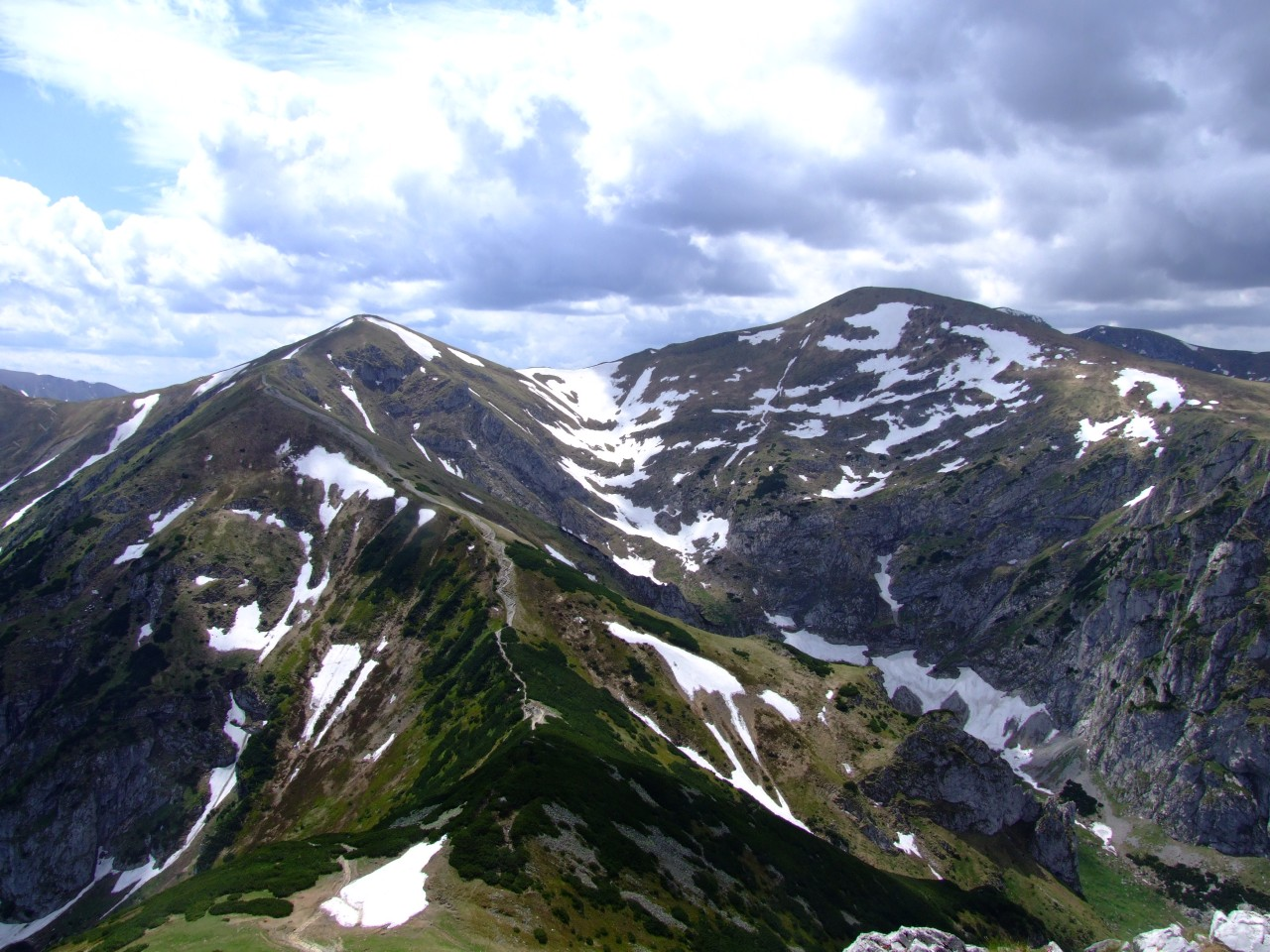
Wyżnia Swistówka między Kopą Kondracką i Małołączniakiem

Studnia z Kosówką – jaskinia w Dolinie Małej Łąki w Tatrach Zachodnich. Wejście do niej znajduje się w Wyżniej Świstówce, w pobliżu Jasnego Awenu, na wysokości 1835 metrów n.p.m. Jej długość wynosi 5 metrów, a deniwelacja 4 metry.

## Opis jaskini
Jaskinię stanowi studnia z okrągłym otworem wejściowym o średnicy około 2,5 m. Z jej dna odchodzą dwie krótkie i ciasne szczeliny.

## Przyroda
W jaskini brak jest nacieków. Przez większość roku na jej dnie zalega płat śniegu. Na ścianach rosną paprocie, porosty, mchy i glony.

## Historia odkryć
Brak jest danych o odkrywcach jaskini. Jej plan i opis sporządziła I. Luty przy współpracy H. Hercman w 1979 roku.